# Церковь Леонтия Ростовского
Церковь Леонтия Ростовского — православный храм в городе Великий Устюг, Вологодской области, построенный в первой половине XVIII века. Церковь Леонтия Ростовского является объектом культурного наследия регионального значения. В настоящее время возвращена православной церкви, восстанавливается.

## История храма
Леонтьевская церковь расположилась в северной части набережной Великого Устюга. Первоначально на этом месте были возведены две деревянные церкви — холодная во имя Леонтия Ростовского чудотворца и теплая во имя святых Флора и Лавра. Рядом была построена деревянная колокольня с шестью колоколами. Храмы являлись центром пригородного села Леонтьевское, которое в XVII веке вошло в состав посада.
Первый этаж был возведён по грамоте епископа Великоустюжского и Тотемского Луки, освящение проведено в 1742 году. Второй этаж был сооружён по грамоте Варлаама епископа Великоустюжского и Тотемского, освящение было произведено епископом Великоустюжским и Тотемским Иоанном 6 мая 1770 года. В 1830 году было установлено каменное крытое крыльцо к церкви.
В 1930 году, при советской власти, здание храма закрыли, позже в помещениях были размещены мастерские. В 1960 году церковь была поставлена под охрану государства как памятник архитектуры регионального значения.
В 2013 году началось возрождение храма святителя Леонтия Ростовского. Ныне здание восстанавливается. 9 октября 2018 года епископ Великоустюжский и Тотемский Тарасий освятил престола нижнего храма, с тех пор в нижнем храме регулярно совершаются богослужения.

## Архитектура
Настоящее каменное здание храма было построено в два этапа. Первый этаж возведён в 1738—1741 годах, а верхний, увенчанный граненой ярусной главкой, — между 1754 и 1770 годами.
Ранняя часть храма полностью повторяет формы и подчёркивает архитектуру XVII века: кокошники с килевидным завершением имеются на наличниках, полуколонки разделяют плоскость стен. Восьмигранная шатровая колокольня из шести колоколов на двухъярусном четверике полностью соответствует образцам устюжского зодчества предыдущей эпохи. Украшающие апсиду изразцы также имеют отношение к первой половине XVIII века.
Верхняя часть храма является образцом барочной архитектуры. Оконные проемы оформлены вычурными сандриками-бровками, фигурные картуши размещены над ними и под ними, а полукруглые фронтоны венчают плоскости стен венчают.
В храме размещалось два престола. Нижний этаж, он же главный — престол в честь священномученика Леонтия епископа Ростовского, на верхнем — апостола Иоанна Богослова.